# Carabayo
Carabayo (Amazonas Macusa, Aroje, Caraballo, Karabayo, Yuri, Juri, Juri-Taboca), pleme američkih Indijanaca nastanjeno u bazenu  Amazone u krajevima između rijeka San Bernardo i Pure u departmanu Amazonas u Kolumbiji. Pleme je jezično neklasificirano, a nema ni stalnih kontakata s njima. Drži se da bi mogli pripadati porodici Maku ili Yuri. Populacija im se procjenjuje na oko 150-200, i poznato je da imaju najmanje tri velike nastambe u kojima žive. 
Ime Macusa ili Macú označava 'divlje' nekontaktirane Indijance koji su se povukli dublje u džunglu kako bi izbjegli neželjene kontakte s Europljanima, a uz njih se ranih 2010.-tih godine spominju i plemena Passé, Jumana (Yumána) i Nukak

## Vanjske poveznice
- Carabayo  Arhivirana inačica izvorne stranice od 28. rujna 2007. (Wayback Machine)
- Uncontacted Ethnic Groups